# Zmagovalec (spomenik)
Zmagovalec (srbsko Победник, latinizirano: Pobednik) je javni spomenik, ki stoji pred Beograjsko trdnjavo v sklopu beograjskega parka Kalemegdan. 14 m visok spomenik sestavlja bronast kip golega bojevnika z mečem v eni in sokolom v drugi roki, ki stoji na imitaciji dorskega stebra zahodnem vogalu najvišje terase Kalemegdana, obrnjen proti sotočju Save in Donave. Simbolizira zmago Srbije proti Osmanskemu cesarstvu v balkanskih vojnah in proti Avstro-Ogrski v prvi svetovni vojni.
Kip avtorja Ivana Meštrovića je bil naročen že po prvi balkanski vojni kot del spomenika zmage proti Osmanom, ki naj bi stal na trgu Terazije v središču Beograda, a je spomenik zaradi izbruha druge balkanske vojne in tudi po njej ostal nedokončan. Zaradi finančnih težav je mesto šele leta 1927 postavilo kip na manjšem stebru na Terazije, kjer pa je zaradi svojega modernega sloga in »nedostojnosti« sprožil burne polemike predvsem konservativnih krogov. Zato je bil brez soglasja avtorja prestavljen na Kalemegdan in preimenovan v Glasnika (Vesnik), obrnjen stran od mestnega središča proti polju, kjer zdaj stoji Novi Beograd.
Zdaj velja spomenik, ki se ga je kljub temu prijelo ime Zmagovalec, za eno od glavnih atrakcij Beograda in simbol mesta.